# ELFA Distrelec
ELFA Distrelec AB (tidigare ELFA AB) är ett svenskt företag som distribuerar elektronikkomponenter, instrument och verktyg till företags- och privatkunder, med ett omfattande produktsortiment. Företaget grundades 1945 av Arne Lydmar och Nils "Nisse" Jensen. Namnet ELFA gavs då Arne Lydmar egentligen ville återregistrera namnet ELCO, som dock redan var upptaget. Eftersom ELFA delades 1951 finns det ett företag med samma namn (som dock stavas med gemener) som sysslar med förvaringslösningar, vilket ibland ger upphov till förväxlingar.
2006 såldes företaget av ägarfamiljen Jensen till Industri Kapital. Då hade företaget 450 anställda och en omsättning på cirka 845 MSEK. I maj 2007 köptes det estländska företaget Tevalo, som tidigare varit återförsäljare till ELFA AB. I mars 2008 tillkännagav ELFA att företaget sålts till den i Schweiz baserade elektronikkoncernen Daetwyler Group för 2,1 miljarder kronor. Därefter bytte företaget namn till ELFA Distrelec AB. I mars 2020 sålde Daetwyler Group företaget tillsammans med Nedis till tyska investmentbolaget Aurelius.
ELFA Distrelec hade tidigare sitt huvudkontor i Järfälla nordväst om Stockholm och butiker i bl.a Solna, Oslo, Uleåborg, Århus, Tallinn och Tartu. Numer ligger huvudkontoret i Kista. ELFA Distrelec har dotterbolag i Finland, Norge, Danmark och Polen, och efter köpet av Tevalo även i Estland, Lettland, Litauen och Ukraina. ELFA Distrelec representeras även genom återförsäljare i Ryssland, Vitryssland, Turkiet, Förenade Arabemiraten, Grekland, Island, Japan och Malta.
ELFA Distrelec publicerade sedan 1946 årligen ELFA-katalogen som år 2010 innehöll mer än 100 000 produkter och då hade en upplaga på 120 000 exemplar. Under 2016 trycktes dock den sista katalogen och endast nätbutiken återstår. 2018 hade företaget 47 anställda.
I september 2020 meddelades att butiken i Solna, företagets sista fysiska butik, skulle stängas 18 december samma år.

## Ägarföljd
- –2006 Ägarfamiljen Jensen
- 2006–2008 Private equity Industri Kapital
- 2008– Elektronikkoncernen Daetwyler Group i Schweiz